# Marmentino
Marmentino es una localidad y comune italiana de la provincia de Lombardía, región de Brescia, con 1311 habitantes.

## Evolución demográfica
| Gráfica de evolución demográfica de Marmentino entre 1861 y 2001 |
|                                                                  |
| Fuente ISTAT - elaboración gráfica de Wikipedia                  |